# Дуйсенова, Тамара Босымбековна
Тамара Босымбековна Дуйсенова (каз. Тамара Босымбекқызы Дүйсенова; род. 11 января 1965, Южно-Казахстанская область) — казахстанский государственный деятель. Заместитель премьер-министра Казахстана (2023—2025). Министр труда и социальной защиты населения Республики Казахстан (2013—2014, 2017—2018, 2022—2023), министр здравоохранения и социального развития Республики Казахстан (2014—2017), кандидат экономических наук.

## Биография
Имя отца Касым, но отчество в документах записано как Босымбековна. В сельском совете, где родилась Тамара, секретарём работала сноха её отца, которая записывала его детям отчество так, как называла его в семье (по традиции у казахов сноха не называет брата мужа по его имени).
В 1987 году Тамара Дуйсенова окончила Ташкентский институт народного хозяйства по специальности инженер-экономист. Трудовую деятельность начала после окончания института в 1988 году учительницей средней школы по информатике в Сарыагашском районе Южно-Казахстанской области. В 1988—1992 годы работала экономистом НИИ экономики и нормативов при Госплане Узбекской ССР.
В 1992—1993 годы работала старшим экономистом Сарыагашской районной администрации. В 1993—1994 годы была руководителем отдела компании «Перизат-холдинг». В 1994—1997 годы была советником, заместителем и первым заместителем акима Сарыагашского района. С 1997 по 1999 год была первым заместителем акима города Шымкента.
В 1999—2002 годы — заместитель акима Южно-Казахстанской области.
В 2002—2006 годы — вице-министр труда и социальной защиты населения Республики Казахстан.
В 2006—2008 годы — заместитель акима Южно-Казахстанской области.
В 2008—2013 годы — ответственный секретарь Министерства труда и социальной защиты населения РК.
Февраль 2013 года — назначена вице-министром труда и социальной защиты населения РК.
10 июня 2013 года — назначена и. о. министра труда и социальной защиты населения РК.
27 июня 2013 года — назначена министром труда и социальной защиты населения РК.
6 августа 2014 года — назначена министром здравоохранения и социального развития Республики Казахстан.
С 25 января 2017 по 9 февраля 2018 года — министр труда и социальной защиты населения Республики Казахстан.

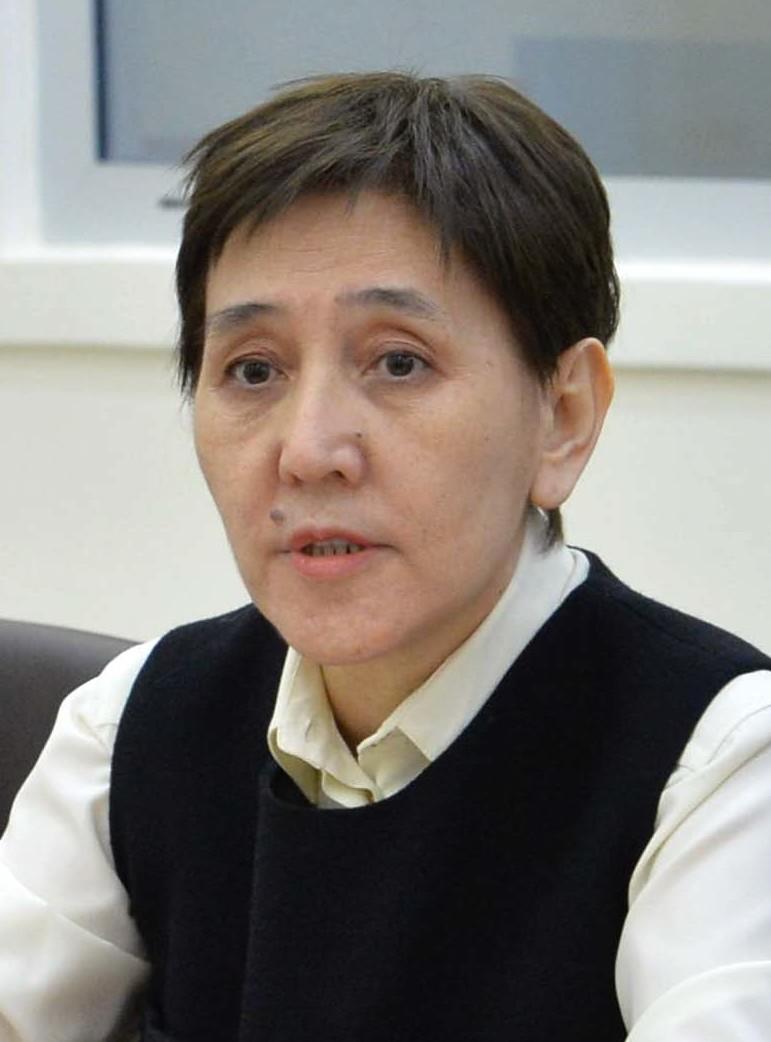
Тамара Дуйсенова в 2022 году

С 22 февраля 2018 по 9 июля 2019 года — секретарь партии Нур Отан.
С 15 июля 2019 по 5 мая 2020 года — руководитель АО «Центр развития трудовых ресурсов».
С 5 мая 2020 по 11 апреля 2022 года — помощник президента Республики Казахстан — заведующий отделом по контролю за рассмотрением обращений Администрации президента Республики Казахстан.
С 11 апреля 2022 по 2 сентября 2023 года — министр труда и социальной защиты населения Казахстана.
С 8 июня 2023 по 14 февраля 2025 года — заместитель премьер-министра Республики Казахстан.
С 14 февраля 2025 года — помощник президента Республики Казахстан.

## Награды
- Орден «Барыс» IІІ степени (2024);[16]
- Орден Парасат (2016)[17]
- Орден Курмет (2010)[18]